# Glonium nitidum
Glonium nitidum är en svampart som beskrevs av Ellis 1879. Glonium nitidum ingår i släktet Glonium och familjen Hysteriaceae.   Inga underarter finns listade i Catalogue of Life.
I den svenska databasen Dyntaxa används istället namnet Actidium nitidum för samma taxon.  Arten är reproducerande i Sverige.